# Parom
Parom (ros. prom) – nowy rosyjski pojazd wielokrotnego użytku. Zastąpi wysłużonego już Progressa, zaopatrującego stacje kosmiczne.
Parom będzie bezzałogowym statkiem wielokrotnego użytku. Idea tego pojazdu jest dość nowatorska. Po umieszczeniu na niskiej orbicie Parom nie będzie powracał do atmosfery. Ładunki będą dostarczane rakietami na niską orbitę w specjalnych kontenerach nieposiadających własnego napędu. Parom, sam nieposiadający przestrzeni ładunkowej, będzie dokował do kontenera i przewoził go do stacji kosmicznej. Parom będzie posiadał dwa węzły cumownicze, dzięki czemu będzie mógł być jednocześnie podłączony do stacji kosmicznej i kontenera. Dzięki temu kosmonauci będą mieli możliwość wejścia do holownika w celu ewentualnej naprawy lub wymiany zużytych części. Parom będzie również odbierał puste (lub zawierające odpadki) kontenery ze stacji kosmicznej i umieszczał je na trajektorii pozwalającej im spłonąć w atmosferze.
Poza kontenerami Parom będzie umożliwiał przewiezienie z niskiej orbity innych satelitów (pozostawionych tam przez rakietę nośną) i umieszczenie ich na orbicie docelowej. Takie rozwiązanie umożliwi użycie mniejszych i tańszych rakiet do umieszczenia ładunku na orbicie lub umieszczenie na wysokiej orbicie ładunków o dużej masie. Parom jest również przewidziany jako środek transportu planowanych rosyjskich pojazdów załogowych Kliper z niskiej orbity do stacji ISS.
W podobny sposób będzie się odbywało tankowanie samego promu - rakieta nośna wyniesie kontener z paliwem dla Paroma. Pojazd będzie także zdolny do pobierania paliwa ze zbiorników pojazdów Kliper oraz Międzynarodowej Stacji Kosmicznej.
Ładowność kontenerów Paroma określa się na 30 ton. Producent promu RKK Energia wraz z ESA, współpracującą przy przedsięwzięciu, przewidują, że z pomocą Paroma będzie można jednorazowo dostarczyć 15 ton ładunku na stację orbitalną ISS, co jest dużym postępem w porównaniu z ładownością Progressa (2,5 tony), jak również załogowego statku Kliper (500 kg ładunku). Poza kontenerami z ładunkiem, pojazd będzie w stanie dostarczać na stację całe moduły konstrukcyjne.